# Myrmeleon albivenosus
Myrmeleon albivenosus är en insektsart som beskrevs av Tim R. New 1985. Myrmeleon albivenosus ingår i släktet Myrmeleon och familjen myrlejonsländor. Inga underarter finns listade i Catalogue of Life.